# 高槻女子フットボールクラブ
高槻女子フットボールクラブ（たかつき じょし フットボールクラブ）は、かつて活動していた女子サッカーのチーム。

## 歴史
1978年9月に大阪府高槻市を拠点として創設され、関西女子サッカーリーグに加入した。
1980年に行われた第1回全日本女子サッカー選手権大会に出場し準優勝。その後も同大会でベスト4以上の成績を続け、同時代の強豪のひとつとなった。
しかし1989年に創設された全国リーグ（日本女子サッカーリーグ）には参加しなかったこと、同じ地域で活動する大阪高槻レディースサッカークラブ（1990年創設）に松下電器産業のスポンサードを受けて誕生した松下電器レディースサッカークラブ(LSC)・バンビーナ（現・スペランツァFC大阪高槻）が日本女子サッカーリーグに加盟したこと、柿並薫、松田理子、門原かおるら主力選手の引退や移籍などもあって1990年の第11回全日本女子サッカー選手権大会に優勝したのを最後に弱体化。
主要大会における記録は1997年の第18回全日本女子サッカー選手権大会関西地域予選が最後となっている。

## 主な成績
- 1980年 第1回全日本女子サッカー選手権大会 準優勝
- 1981年 第2回全日本女子サッカー選手権大会 第3位
- 1982年 第3回全日本女子サッカー選手権大会 ベスト4
- 1983年 第4回全日本女子サッカー選手権大会 第3位
- 1984年 第5回全日本女子サッカー選手権大会 準優勝
- 1985年 第6回全日本女子サッカー選手権大会 準優勝
- 1986年 第7回全日本女子サッカー選手権大会 準優勝
- 1987年 第8回全日本女子サッカー選手権大会 第3位
- 1988年 第9回全日本女子サッカー選手権大会 準優勝
- 1989年 第10回全日本女子サッカー選手権大会 準優勝
- 1990年 第11回全日本女子サッカー選手権大会 優勝
- 1991年 第12回全日本女子サッカー選手権大会 ベスト8
- 1992年 第13回全日本女子サッカー選手権大会 関西地域予選敗退（3位）
- 1993年 第14回全日本女子サッカー選手権大会 2回戦敗退
- 1994年 第15回全日本女子サッカー選手権大会 関西地域予選敗退（ベスト16）
- 1995年 第16回全日本女子サッカー選手権大会 関西地域予選敗退（ベスト4）
- 1996年 第17回全日本女子サッカー選手権大会 関西地域予選敗退（ベスト8）
- 1997年 第18回全日本女子サッカー選手権大会 関西地域予選敗退（ベスト16）